# Nelly van Kampen-Boot
Neeltje Maria (Nelly) van Kampen-Boot (Kortgene, 25 november 1959 –  Gouda, 13 mei 2017) was een Nederlandse predikant, schrijfster en zendeling.

## Levensloop
Van Kampen-Boot studeerde theologie in Utrecht en werd daarna namens Gereformeerde Zendingsbond uitgezonden naar Indonesië, waar zij theologie doceerde. Terug in Nederland werd ze in Nederlands Hervormde Kerk van Axel (1997) en later Pijnacker (2002) aangesteld als predikant. Op 43-jarige leeftijd trouwde Van Kampen-Boot met de Nederlands-Gereformeerde predikant en radiopresentator Pieter van Kampen. Zij maakten plannen voor zendingswerk in Azië. Haar man overleed echter in 2009.
De theologe zette haar plannen wel door en vertrok in 2011 naar Maleisië, waar ze missiologie en Nieuwe Testament doceerde aan het Malaysia Bible Seminary in Kuala Lumpur. Van Kampen-Boot schreef verschillende boeken en had een column in het Nederlands Dagblad. 
Begin 2015 werd er bij haar darmkanker geconstateerd waar ze twee jaar later aan overleed.